# ماكسيم دي كويبر
ماكسيم دي كويبر (مواليد 22 ديسمبر 2000) هو لاعب كرة قدم بلجيكي يلعب في مركز خط الوسط في نادي فيسترلو.

## وصلات خارجية
- ماكسيم دي كويبر على موقع الاتحاد الأوربي (الإنجليزية)
- ماكسيم دي كويبر على موقع الاتحاد البلجيكي (الإنجليزية)
- ماكسيم دي كويبر على موقع قاعدة بيانات كرة القدم.إي يو (الإنجليزية)
- ماكسيم دي كويبر على موقع Soccerway.com (الإنجليزية)